# Лю Гогуан
Лю Гогуан (кит. 刘国光; род. 23 ноября 1923) — китайский ученый-экономист, специалист по марксистской политэкономии. Профессор, экс-вице-президент Китайской академии общественных наук. Избирался кандидатом в члены ЦК КПК 12—13 созывов (1982—1987, 1987—1992), входил в состав Постоянного комитета Всекитайского собрания народных представителей. Отмечен высшей премией по экономике, лауреат Marxian Economics Award (2011, первый удостоенный). Являлся советником Дэн Сяопина, «ярый приверженец рыночных идей». Иностранный член Польской академии наук (1988). Почётный доктор наук РАН.
По национальности ханец. Окончил кафедру экономики National Southwestern Associated University в Куньмине (в 1946). В 1955 году защитил кандидатскую диссертацию в Московском институте народного хозяйства, занимался под руководством профессора А. М. Бирмана. С того же 1955 года связан с Китайской академией общественных наук. Заведовал сектором Института экономики, впоследствии стал вице-президентом Академии общественных наук Китая. Также являлся заместителем гендиректора National Bureau of Statistics of China (до 1982).
Отмечал про себя, что хорошо знает преимущества и недостатки и плановой, и рыночной экономики, и тем не менее является сторонником последней. Летом 2005 в КНР развернулась дискуссия о месте марксизма в преподавании и исследовании экономической теории в стране. Началом этого спора стало выступление Лю Гогуана, открыто признавшего, что западная мысль уже вытеснила марксизм в экономической науке Китая. В ведущем экономическом журнале «Цзинцзи яньцзю» (2005) заявлял: «Не следует бездумно преклоняться ни перед марксизмом, ни перед экономикс, слепо воспринимать догмы как марксизма, так и экономикс… Основной экономической теорией должна выступать только политэкономия марксизма». Автор статьи в журнале «Шанъу чжоукань» под названием «Если реформы порождают социальное неравенство, то они терпят поражение». В другой статье, опубликованной в газете «Цзинцзи гуаньча бао», заявлял, что движение в сторону чистой рыночной экономики не является направлением китайской реформы. Также заявлял (2008), что социалистическая рыночная экономика должна следовать планам. Отмечал, что уничтожение китайского социализма является следующей после развала СССР целью США.